# アドルフ・ワーグナー (経済学者)
アドルフ・ワグナー（Adolf Heinrich Gotthilf Wagner、1835年3月25日  - 1917年11月8日）は、ドイツの経済学者並びに財政学者である。

## 人物・生涯
エアランゲンにて哲学教授の息子として生を受ける。ゲッティンゲン大学に学び、1857年に博士号を取得。
ウィーンで中学教師の傍らウィーン大学への奉職を志すも、ローレンツ・フォン・シュタインの財政政策に反対したことからハンブルクに赴き商業学校の教師となる。1865年にタルトゥ大学へ招かれ、民族誌・地理学・統計学の主任教官となって本格的な経済学の研究が可能となった。
その後、フライブルク大学・ベルリン大学で教鞭を取り、グスタフ・フォン・シュモラーとともに社会政策学会、アドルフ・シュテッカー(de)とともにキリスト教社会党(de)の創設に関与。ヴェルナー・ゾンバルトなどを教えた。
ベルリンで死去。

## 業績
シュモラーと並んで社会政策学会で活動し、ビスマルク期の最も重要な経済学者の一人であった。ただ同じ社会政策学会で活動したルヨ・ブレンターノとはそりが合わず、しばしば大喧嘩している。国家社会主義や講壇社会主義の代表的論客として認められているが、ワグナー自身は歴史学派としての立場を強調している。
経済学においては、ワグナーの法則と呼ばれる国民総生産の増大に伴い国費の支出が増加するという法則を提唱した。加えてドイツの金融信用制度の発展を準備し、第一次世界大戦前の発券銀行政策や禁輸実践に重要な影響を及ぼした。

## 著書
- 『経済学と社会主義』1895年
- 『一般理論経済学』
- 『財政金融論』（全4冊）